# Сигма² Рака
σ² Рака (59 Рака, лат. σ2 Cancri) — звезда, которая находится в созвездии Рака на расстоянии около 195 световых лет от нас и имеет видимую величину +5.44. Это белый субгигант спектрального класса А.

## Характеристики
Звезда имеет массу, превышающую массу Солнца в 2.4 раза, радиус звезды в 2.3 раза больше радиуса солнечного. Звезда ярче Солнца в 20.3 раза, температура поверхности составляет около 8050 К.